# Герман Мінковський
Ге́рман Мінко́вський (лит. Hermanas Minkovskis, нім. Hermann Minkowski; 22 червня 1864, Алексотас — 12 січня 1909, Геттінген, Німеччина) — німецький математик, що розробив геометричну теорію чисел і використав методи геометрії для розв'язку складних задач в області теорії чисел, математичної фізики і теорії відносності.

## Життєпис
Герман Мінковський родився в Алексотах (передмісті Каунаса в Литві, що у той час входили до складу Мінської губернії Російської імперії в єврейський сім'ї німецького та польського походження. Навчався у Німеччині в Університетах Берліна і Кенігсберга, де в 1885 році під керівництвом Фердинанда фон Ліндемана здобув докторський ступінь. Ще студентом в 1883 році був нагороджений Математичною премією Французької академії наук за свій рукопис з теорії квадратичних форм. Став членом Геттінгенської академії наук. Мінковський викладав в Геттінгенському університеті, в університетах Бонна, Кенігсберга і Цюриха. У Цюриху він був одним з вчителів Ейнштейна.
Мінковський досліджував арифметику квадратичних форм, особливо дотично {\displaystyle n} змінних, і його дослідження в цій області привели його до відкриття деяких геометричних властивостей в {\displaystyle n}-мірному просторі. У 1896 році він представив свою геометрію чисел — геометричний метод вирішення завдань в теорії чисел.
У 1902 році він став викладати на математичному факультеті Геттінгена і став одним з близьких колег Давида Гільберта, якого він вперше зустрів в Кенігсберзі. Одним з його студентів там був Костянтин Каратеодорі.
У 1907 році Мінковський припустив, що спеціальна теорія відносності, сформульована Ейнштейном і заснована на раніших роботах Лоренца і Пуанкаре, краще всього може бути описана в чотиривимірному просторі (відомому зараз як простір Мінковського), в якому час і простір є не різна суть, а є вимірюваннями простору-часу, і в яке добре вписується геометрія Лоренца спеціальної теорії відносності. Це припущення допомогло Ейнштейнові у формулюванні загальної теорії відносності.
У 1909 Мінковський раптово помер від апендициту в Геттінгені. У нього був брат — Оскар Мінковський — відомий лікар і дослідник.
На честь Германа Мінковського названий астероїд 12493 Мінковський. Кратер Мінковський на Місяці названий на честь Германа Мінковського і Рудольфа Мінковського.